# 4-五氟乙基苯胺
4-五氟乙基苯胺是一种有机氟化合物，化学式为C8H6F5N。它可由4-五氟乙基硝基苯在乙酸存在下经铁还原制得。它和硫氰酸钾、溴在乙酸中反应，可以得到6-五氟乙基苯并噻唑-2-胺。